# Blauwstaartamazilia
De blauwstaartamazilia (Saucerottia cyanura synoniem: Amazilia cyanura) is een vogel uit de familie Trochilidae (kolibries).

## Verspreiding en leefgebied
Deze soort komt voor van zuidelijk Mexico tot Costa Rica en telt drie ondersoorten:
- S.c. cyanura guatemalae: van zuidelijk Mexico tot zuidelijk Guatemala.
- S.c. cyanura: zuidelijk Honduras, oostelijk El Salvador en noordwestelijk Nicaragua.
- S.c. impatiens: noordwestelijk en centraal Costa Rica.

## Status
De grootte van de populatie is in 2019 geschat op 50-500 duizend volwassen vogels. Op de Rode lijst van de IUCN heeft deze soort de status niet bedreigd.  